# Тајски језик
Тајски или сијамски језик, или језик тај, познат и као тајландски језик (ภาษาไทย) – најпознатији је језик из групе тај-кадајских језика. Говори га преко 60 милиона људи на Тајланду и у околним земљама. То је језик највеће етничке групе Тајланда, народа Тај, и званични је језик државе. Тајландски се од преко 60 језика на Тајланду највише говори по броју матерњих говорника и свеукупно. Преко половине његовог речника потиче или је позајмљено из палија, санскрита, мона и старих Кмера. То је тонални и аналитички језик, сличан кинеском и вијетнамском.
Речник тајског језика богат је речима преузетим из језика пали, санскрита и старог кмерског језика. То је тонски и аналитички језик. Говорници тајско и лаоског језика се међусобно разумеју, јер ови језици деле више од половине фонда речи, граматику, интонацију и самогласнике.
Тајски језик се записује тајским писмом које је изведено из кмерског писма. Оно припада врсти писма типа абугида. Тајландско писмо је адаптирано тако да може да запише тонске акценте тајског језика. Има 44 слова за сугласнике (21 фонема). Самогласници и дифтонзи се записују помоћу 15 симбола који су додатак сугласницима (изнад, испод или поред). Ту су још 4 графеме којима се означавају акценти.
Тајски има сложен правопис и систем релационих маркера. Говорни тајски, у зависности од стандардних социолингвистичких фактора, као што су старост, пол, класа, просторна близина и подела између града и села, делимично је међусобно разумљив са лаошким, исанским и неким другим југозападним тајским језицима. Ови језици се пишу мало другачијим писмом, али су лингвистички слични и ефективно чине дијалекатски континуум.
Као доминантни језик у свим аспектима друштва на Тајланду, тајски је у почетку доживео постепено, а касније и широко распрострањено усвајање као други језик међу мањинским етничким групама у земљи од оснивања Ратанакосинског краљевства крајем 18. века. Етничке мањине данас су претежно двојезичне и говоре тајландски језик поред матерњег језика или дијалекта.

## Пример текста
Члан 1 Универзалне декларације о људским правима
```
-{''เราทุกคนเกิดมาอย่างอิสระ เราทุกคนมีความคิดและความเข้าใจเป็นของเราเอง 
เราทุกคนควรได้รับการปฏิบัติในทางเดียวกัน.''}- 

```